# 二程镇
二程镇，是中华人民共和国湖北省黄冈市红安县下辖的一个乡镇级行政单位。

## 行政区划
二程镇下辖以下地区：
蛤蟆石村、周海山村、大赵家村、土门楼村、王家冲村、长岗村、西林村、占程家村、大堰村、雨台村、姜牌村、田店村、罗山村、三里桥村、关王寨村、静居庵村、楼子李村、大山背村、三里岗村、桐柏集村、大畈村、张背山村、吕家咀村、马鞍山村、铁匠岗村、烟炉山村、张果老村、寨鸡山村、光山岗村、歧峰山村、陈家寨村、二程社区和林木场村。